# Alexei Witaljewitsch Subrizki
Alexei Witaljewitsch Subrizki (russisch Алексей Витальевич Зубри́цкий; * 22. August 1992 in der Oblast Saporischschja, Ukraine) ist ein russischer Kosmonaut.

## Tätigkeit als Militär
Subrizki studierte die Fächer Militärverwaltung, Management von Luftfahrteinheiten sowie Flugbetrieb und Kampfeinsatz von Flugzeugen, welche er an der staatlichen Universität „Iwan Koschedub“ der ukrainischen Luftwaffe in Charkiw mit einem Bachelor abschloss. Seine operative militärische Karriere begann im September 2013 als Pilot bei den ukrainischen Luftstreitkräften in der Nähe von Sewastopol auf der Krim. Nach der Annexion der Krim durch Russland im März 2014 wurde er Teil der Streitkräfte der Russischen Föderation, wo er einen Dienst als Pilot in den russischen Luftstreitkräften an mehreren Orten fortsetzte, darunter Millerowo, Primorsko-Achtarsk oder Krasnodar. Während seiner Tätigkeit in der Luftwaffe sammelte er über 500 Flugstunden in den Flugzeugen L-39 und Su-25 und erhielt den militärischen Rang eines Nadporutschik.

## Tätigkeit als Kosmonaut
Subrizki wurde von Roskosmos im Rahmen der Kosmonauten-Auswahl 2018 als einer von acht Raumfahranwärtern ausgewählt und begann im selben Jahr seine Basisausbildung, welche er am 24. November 2020 erfolgreich abschloss. Zu seinem ersten Raumflug startete er am 8. April 2025 im Raumschiff Sojus MS-27. Etwa acht Monate lang wird er Mitglied der ISS-Expeditionen 72 und 73 sein.